# Giro d'Itàlia de 1960
El Giro d'Itàlia de 1960 fou la 43a edició del Giro d'Itàlia i es disputà entre el 19 de maig i el 9 de juny de 1960, amb un recorregut de 3.481 km distribuïts en 21 etapes, quatre d'elles contrarellotge individual i dues dividides en dos sectors. 140 ciclistes hi van prendre part, acabant-lo 97 d'ells. La sortida es feu a Roma i l'arribada a Milà.

## Història
Tres eren els principals favorits en aquesta edició del Giro d'Itàlia: el luxemburguès Charly Gaul, que defensava la victòria aconseguida l'any anterior, el francès Jacques Anquetil, segon el 1959, i l'italià Gastone Nencini, vencedor el 1957, que constituïa la principal esperança del ciclisme italià, que feia poc que havia patit el cop de la prematura mort d'Il campionissimo.
La primera etapa de muntanya important va ser la 12a, amb final a Cervinia. Gaul va atacar des de la base de l'ascensió, però no va aconseguir marcar cap diferència amb la resta de favorits. Anquetil, per la seva banda, va fer els deures en la 14a etapa, una contrarellotge individual de 68 km, en la qual va distanciar a Gaul en 6' 50" i a Nencini en més de quatre. Gaul semblava condemnat a perdre el Giro, si bé les seves remuntades en edicions anteriors en l'alta muntanya feien que a la penúltima etapa, amb quatre ports, un d'ells el Pas del Gavia, tot estigués per decidir.
Gaul no va defraudar, i un cop més, va intentar dinamitar la carrera al seu estil. Es va escapar en l'ascensió al Gavia, en el descens va avançar a Imerio Massignan, que anava escapat, i es va adjudicar el triomf d'etapa. Amb tot, aquesta vegada les diferències no foren suficients, i la veritable lluita se situà entre Nencini i Anquetil. El normand va intentar despenjar l'italià en diverses ocasions, però no ho va aconseguir. Finalment fou ell el que quedà despenjat per culpa d'un parell de punxades. Al cim del Gavia sols eren 15", però en el difícil i llarg descens dins a Bormio, aquesta es va ampliar fins a dos minuts i mig, encara insuficient per a la victòria. Anquetil es convertiria l'endemà en el primer ciclista francès en guanyar el Giro d'Itàlia.
El català Miquel Poblet aconseguí tres victòries d'etapa i el valencià Salvador Botella una.

## Equips participants
En aquesta edició del Giro hi van prendre part 14 equips formats per 10 ciclistes cadascun, per formar un pilot amb 140 corredors.
| Núm.  | Codi | Equip            |
| ----- | ---- | ---------------- |
| 1-10  | EMI  | Emi              |
| 11-20 | ATA  | Atala            |
| 21-30 | BIA  | Bianchi          |
| 31-40 | CAR  | Carpano          |
| 41-50 | FAE  | Faema            |
| 51-60 | SRP  | Fynsec-Helyett   |
| 61-70 | GAZ  | Gazzola-Fiorelli |

| Núm.    | Codi | Equip          |
| ------- | ---- | -------------- |
| 71-80   | GHI  | Ghigi          |
| 81-90   | IGN  | Ignis          |
| 91-100  | LEG  | Legnano        |
| 101-110 | MOL  | Molteni        |
| 111-120 | PHI  | Philco         |
| 121-130 | SNP  | San Pellegrino |
| 131-140 | TOR  | Torpado        |

## Etapes
| Etapa | Data       | Recorregut                      | Km  | Vencedor d'etapa                             | Líder de la general    |
| ----- | ---------- | ------------------------------- | --- | -------------------------------------------- | ---------------------- |
| 1a    | 19 de maig | Roma - Nàpols                   | 212 | Dino Bruni (ITA)                             | Dino Bruni (ITA)       |
| 2a    | 20 de maig | Sorrento - Sorrento (CRI)       | 25  | Romeo Venturelli (ITA)                       | Romeo Venturelli (ITA) |
| 3a    | 21 de maig | Sorrento - Campobasso           | 186 | Miquel Poblet (ESP)                          | Jacques Anquetil (FRA) |
| 4a    | 22 de maig | Campobasso - Pescara            | 192 | Salvador Botella (ESP)                       | Jacques Anquetil (FRA) |
| 5a    | 23 de maig | Pescara - Rieti                 | 218 | Gastone Nencini (ITA)                        | Jacques Anquetil (FRA) |
| 6a    | 24 de maig | Terni - Rímini                  | 230 | Pierino Baffi (ITA)                          | Jos Hoevenaers (BEL)   |
| 7a/1a | 25 de maig | Igea Marina (CRI)               | 5,0 | Miquel Poblet (ESP)                          | Jos Hoevenaers (BEL)   |
| 7a/2a | 25 de maig | Bellaria - Forlì                | 81  | Rik van Looy (BEL)                           | Jos Hoevenaers (BEL)   |
| 8a    | 26 de maig | Forlì - Livorno                 | 206 | Rik van Looy (BEL)                           | Jos Hoevenaers (BEL)   |
| 9a/1a | 27 de maig | Livorno - Carrara               | 93  | Emile Daems (BEL)                            | Jos Hoevenaers (BEL)   |
| 9a/2a | 27 de maig | Carrara - Cave di Carrara (CRI) | 2,2 | Jacques Anquetil (FRA) · Miquel Poblet (ESP) | Jos Hoevenaers (BEL)   |
| 10a   | 28 de maig | Carrara - Sestri Levante        | 171 | Gastone Nencini (ITA)                        | Jos Hoevenaers (BEL)   |
| 11a   | 29 de maig | Sestri Levante - Asti           | 180 | Rik van Looy (BEL)                           | Jos Hoevenaers (BEL)   |
| 12a   | 30 de maig | Asti - Cervinia                 | 176 | Addo Kazianka (ITA)                          | Jos Hoevenaers (BEL)   |
| 13a   | 31 de maig | Saint-Vincent - Milà            | 225 | Jean Stablinski (FRA)                        | Jos Hoevenaers (BEL)   |
|       | 1 de juny  | jornada de descans              |     |                                              |                        |
| 14a   | 2 de juny  | Seregno - Lecco (CRI)           | 68  | Jacques Anquetil (FRA)                       | Jacques Anquetil (FRA) |
| 15a   | 3 de juny  | Lecco - Verona                  | 150 | André Darrigade (FRA)                        | Jacques Anquetil (FRA) |
| 16a   | 4 de juny  | Verona - Treviso                | 110 | Roberto Falaschi (ITA)                       | Jacques Anquetil (FRA) |
| 17a   | 5 de juny  | Treviso - Trieste               | 147 | Dino Bruni (ITA)                             | Jacques Anquetil (FRA) |
| 18a   | 6 de juny  | Trieste - Belluno               | 240 | Seamus Elliott (IRL)                         | Jacques Anquetil (FRA) |
| 19a   | 7 de juny  | Belluno - Trento                | 110 | Emile Daems (BEL)                            | Jacques Anquetil (FRA) |
| 20a   | 8 de juny  | Trento - Bormio                 | 229 | Charly Gaul (LUX)                            | Jacques Anquetil (FRA) |
| 21a   | 9 de juny  | Bormio - Milà                   | 225 | Arrigo Padovan (ITA)                         | Jacques Anquetil (FRA) |

## Classificacions finals

### Classificació general
| Classificació General                  | Classificació General   | Classificació General | Classificació General |
| Pos.                                   | Ciclista                | Equip                 | Temps                 |
| -------------------------------------- | ----------------------- | --------------------- | --------------------- |
| 1                                      | Jacques Anquetil (FRA)  | Fynsec-Helyett        | 94h 04' 54"           |
| 2                                      | Gastone Nencini (ITA)   | Carpano               | + 28"                 |
| 3                                      | Charly Gaul (LUX)       | Emi                   | + 03' 51"             |
| 4                                      | Imerio Massignan (ITA)  | Legnano               | + 04' 06"             |
| 5                                      | Jos Hoevenaers (BEL)    | Ghigi                 | + 05' 53"             |
| 6                                      | Guido Carlesi (ITA)     | Philco                | + 06' 28"             |
| 7                                      | Arnaldo Pambianco (ITA) | Legnano               | + 08' 32"             |
| 8                                      | Diego Ronchini (ITA)    | Bianchi               | + 09' 28"             |
| 9                                      | Édouard Delberghe (FRA) | Fynsec-Helyett        | + 12' 29"             |
| 10                                     | Agostino Coletto (ITA)  | Ghigi                 | + 13' 10"             |
| 130 participants, 86 acabaren la cursa |                         |                       |                       |

### Classificació de la muntanya
|   | Ciclista               | Equip   | Punts |
| - | ---------------------- | ------- | ----- |
| 1 | Rik van Looy (BEL)     | Faema   | 250   |
| 2 | Imerio Massignan (ITA) | Legnano | 210   |
| 3 | Gastone Nencini (ITA)  | Carpano | 190   |